# Vedran Zrnić
Vedran Zrnić (Zagabria, 26 settembre 1979) è un ex pallamanista croato.

## Carriera
Ha vinto la medaglia d'oro olimpica nella pallamano con la nazionale maschile croata alle Olimpiadi di Atene 2004.
Inoltre ha conquistato una medaglia d'oro (2003) e due medaglie d'argento (2005 e 2009) ai campionati mondiali; una medaglia d'argento (2010) ai campionati europei e una medaglia d'oro (2001) ai giochi del Mediterraneo.